# Leonid Akulinin
Leonid Ihorovyč Akulinin (in ucraino Леонід Ігорович Акулінін?; Donec'k, 7 marzo 1993) è un calciatore ucraino, attaccante del Pohlheim.

## Carriera

### Club
Ha giocato nella massima serie dei campionati ceco, lituano ed ucraino.

### Nazionale
Ha giocato nelle nazionali giovanili ucraine Under-16 ed Under-21.